# Leone da Modena

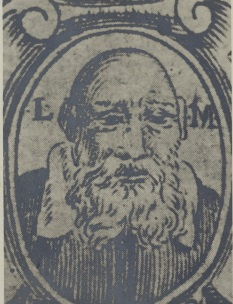
Leone da Modena

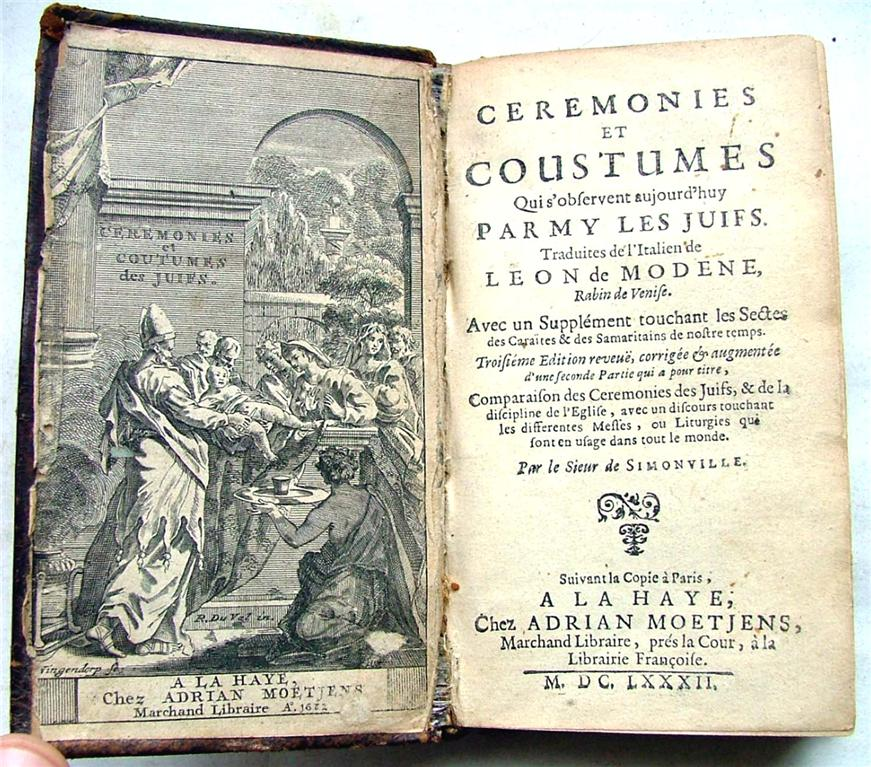
Cérémonies et coutumes parmi les Juifs, 1682

Leone da Modena (Jehuda Arje di Modena, auch Leo Mutinensis, Judah Aryeh; geboren am 23. April 1571 in Venedig; gestorben am 21. März 1648 ebenda) war ein jüdisch und profanwissenschaftlich gebildeter Autor, Dichter, Lehrer und (von Juden und Christen gleichermaßen) gesuchter Prediger, venezianischer Rabbiner, Übersetzer, Verfasser einer Autobiographie und zahlreicher Schriften verschiedensten Inhalts und gilt als eine der kompliziertesten und undurchsichtigsten Persönlichkeiten der jüdisch-italienischen Kultur seiner Zeit.

## Leben
Leone entstammte einer wohlhabenden Familie französischer Herkunft, die sich zunächst in Viterbo und dann in Modena – daher der Name, niederließ. Den späteren Wohnsitz Ferrara verließ die Familie aufgrund des Erdbebens 1570 und ging dann nach Venedig, wo Leone Modena geboren wurde. Schon in seiner frühesten Kindheit entwickelte dieser ungewöhnliche geistige Fähigkeiten (erste Haftara-Lesung in der Synagoge noch vor Vollendung seines dritten Lebensjahres). Er genoss eine gute Erziehung und umfassende Ausbildung in jüdischen und allgemeinen Gegenständen einschließlich Musik- und Gesangsunterricht durch wechselnde Privatlehrer. So war er unter anderem (1581–1582 in Padua) Schüler von Schmuel Archevolti. Da Modena wurde ein berühmter Prediger, der mit seinen zahlreichen Schriften und seinem Wissen auch bei Christen Aufmerksamkeit fand. Allerdings war er aufgrund der prekären finanziellen Situation seiner Familie gezwungen, sich mit allerlei, zum Teil unwürdigen Beschäftigungen über Wasser zu halten. In seiner Autobiographie zählt er 26 verschiedene Tätigkeiten auf, die er während seines Lebens ausgeübt hat, darunter Vorbeter, Lehrer, Dolmetscher, Schreiber, Korrektor, Buchhändler, Kaufmann, Heiratsvermittler, Musiker und Amulettenverfertiger.
Er wirkte in Venedig. In seinen (hebräisch oder italienisch geschriebenen) Schriften kommt häufig der für das damalige intellektuelle Judentum Italiens kennzeichnende Zwiespalt zwischen neuen wissenschaftlichen Erkenntnissen und Traditionstreue zum Ausdruck. So verteidigte er in magen we tzinnah („Schild und Spieß“) die mündliche Tradition und kritisierte Uriel da Costa, während er in qol sakal („Torenstimme“) Traditionskritik zu Wort kommen ließ.
Von seiner antichristlichen Streitschrift magen wa chereb wurden nur fünf von neun geplanten Teilen fertig. Darin behandelte er mit scharfsinnigen Argumenten und vielen exegetischen Bemerkungen die Themen Erbsünde, Trinität, Inkarnation, Jungfrauengeburt und Maria sowie die Frage, ob der Messias bereits erschienen sei.
Seine auf Anforderung des englischen Botschafters verfasste italienische Beschreibung der jüdischen Bräuche (Historia de' riti Ebraici, Paris 1635 [? Vgl. u.]) fand auch unter Nichtjuden weite Verbreitung und erwies sich – obwohl auch in judenfeindlichem Sinne benutzt – als effektiver Beitrag zur Apologetik.
In ari nohem („Brüllender Löwe“) attackierte er die Kabbalah und widerlegte das behauptete hohe Alter des Buches Zohar.
Leone führte ein unruhiges Leben: Er nahm einen Beruf nach dem anderen auf und wurde ein besessener Spieler, was ihn und seine Familie oft in finanzielle Bedrängnis brachte. Inkonsequent, wie er war, schrieb er in einem Stück mit dem Titel sur me ra, „Halte dich vom Bösen fern“, einen Dialog sowohl gegen als auch für das Glücksspiel.
Durch einen rabbinischen Erlass (haskamah) erklärte er im Jahre 1605 mehrstimmige Chormusik in der Synagoge für zulässig, was der Komponist Salamone Rossi, ein enger Freund da Modenas, auch mit zahlreichen Kompositionen in die Tat umsetzte (ha-schirim 'ascher li-schlomo, „Die Lieder des Salomon“, Venedig 1622 f.).
Mit seiner Frau Rachel Lewi, die er am 6. Juli 1590 heiratete, hatte Leone Modena vier Söhne und drei Töchter. Sein Lieblingssohn Mordechai starb im November 1617 bei alchimistischen Experimenten, in deren Folge ihn sein Vater tödlich vergiftet hatte. Ein anderer Sohn wurde bei einer Rauferei erschlagen, ein weiterer Sohn ging nach Griechenland und blieb verschollen. Leons Frau soll darüber, wahnsinnig geworden, verstorben sein. Besonders der Tod Mordechais traf Leone Modena schwer, er unterzog sein bisheriges Leben einer strengen Selbstprüfung, deren Frucht die äußerst widersprüchliche Autobiographie chajje Jehuda ist, eine offen-ehrliche Abrechnung, in der er sich als gescheiterte Existenz bekennt und mit der er in seiner Zeit einzigartig dasteht. Sie enthält schonungslose Berichte über seine Liebe zur verstorbenen Braut, seine unglückliche Ehe mit ihrer Schwester, sein Scheitern in den verschiedensten Berufen, seine Verluste im Spiel, sein hilfloses Ankämpfen gegen die Spielleidenschaft, aber auch über seine glänzenden Erfolge. An den Schluss stellte er sein Testament mit einer detaillierten Regelung seines Begräbnisses.

## Werke/Ausgaben (Auswahl)
- Eldad u-medad, verfasst 1583, Dialog über die Zulässigkeit oder Schädlichkeit des Kartenspiels, gedruckt 1595[6]
- Qinah schemo („Klagelied“), 1584 (hebräische Elegie auf den Tod seines Erziehers Mose Basola = Mosche b. Benjamin della Rocca Basola)[7]
- Magen we-tzinnah („Schild und Spieß“) (gegen da Costas Traditionskritik)
- Qol sakal („Torenstimme“)[8]
- Scha'agat arjeh („Das Brüllen des Löwen“), weitere Apologie der rabbinischen Tradition und vergleichsweise schwacher Versuch der Widerlegung von qol sakal
- Sod jescharim („Geheimnis der Gerechten“), Venedig 1595 (Sammlung „wissenschaftlicher“ Merkwürdigkeiten und Rätsel)[9]
- Sur me ra, Venedig 1595 f. („Meide das Böse“; vgl. u. Anmerkungsteil)
- Zemach zaddiq („Spross des Gerechten“), Venedig 1600, christianisierender jüdischer Ethik-Traktat[10]
- Midbar Jehudah, Venedig 1602, Auswahl seiner Predigten und öffentlichen Vorträge
- Magen wa-cherev („Schild und Schwert“), Polemik gegen das Christentum, Fragment, herausgebracht u. a. Jerusalem 1960, englisch Lewiston 2001
- Pessach-Haggada, Hebräisch und Italienisch (in hebr. Lettern), nebst Auszug aus Isaak Abrabanels Kommentar, einschl. Holzschnitten, Venedig 1609, 1663, 1693
- Galut Jehudah („Das Exil Jehudas“), hebräisch-italienisches Wörterbuch, Venedig 1612
- Lev ha-arjeh („Herz des Löwen“), Venedig 1612 (Traktat über die Mnemotechnik)
- Ben Dawid (Abhandlung über Metempsychose, d. h. Streitschrift gegen die Möglichkeit einer solchen), zuerst gedruckt in ta'am sekenim, 1855
- Chajje Jehuda („Leben des Jehuda“), ca. 1618 (Autobiographie)
- Bet lechem Jehudah, Venedig 1624 f. (Index/Realwörterbuch zur Sammlung talmudischer Aggadot En Ja'acov); dann wieder Prag 1705
- Bet Jehudah („Das Haus des Jehuda“), Venedig 1628 (Ergänzungen zu bet lechem jehudah); weiter: Krakau 1643, Verona 1643, Prossnitz 1649, Prag 1668
- Ziqne Jehudah („Die Ahnen des Jehuda“), Sammlung seiner Responsen (zuerst Jerusalem 1956)
- Historia dei Riti ebraici ed observanza degli Hebrei di questi tempi, Paris 1635[11]
- Ari nohem („Brüllender Löwe“), vollendet 1638, zuerst gedruckt Leipzig 1840; hrsg. von Nechama Leibowitz Jerusalem 1971
- Pi Arjeh („Maul des Löwen“), Ergänzungen zum hebr.-ital. Wörterbuch/kleines rabbinisch-italienisches Vokabular (Padua 1640, Venedig 1648)
- Jom se jehi mischkal kol chatosai (Gebet zu Jom kippur katon)
- Ma'adanne melech (Schachbuch, irrtümlich dem Jedaja Bedarschi zugeschrieben)
- Isaak Samuel Reggio (Hrsg.): Bechinat ha-qabbalah („Prüfung der Tradition“), Görz 1852[12]
- Leo Modenas Briefe und Schriftstücke, hrsg. v. Ludwig Blau, Budapest 1905–1906 (Jahresberichte der Landesrabbinerschule 28 und 29)
- Chajje Jehuda, Autobiographie L. d. Modenas, hrsg. v. A. Kahana, Kiew 1912; engl. M. R. Cohen, Princeton 1988[13]
- Jüdische Riten, Sitten und Gebräuche. Hrsg., übers. und kommentiert von Rafael Arnold. Wiesbaden : Marixverlag, 2007

## Hinterlassene Manuskripte
Zu den bedeutendsten, nur handschriftlich hinterlassenen Werken zählen seine Kommentare zu Pirke awoth, zu den fünf Megillot, über Mischle, die Psalmen, das Buch Samuel, die Pessach-Haggada, Kommentare zu den Haftarot, verschiedene Apokryphen-Übersetzungen sowie Kowez schirim, eine Sammlung seiner zerstreut erschienenen Gedichte.